# Aero Africa
Aero Africa was een luchtvaartmaatschappij uit Swaziland. De luchtvaartmaatschappij is opgericht in 2004 en stond op de Europese zwarte lijst.
David Tokoph is de eigenaar van Aero Africa en Interair en woont in El Paso. Beide en nog een andere luchtvaartmaatschappij hebben Polokwane International Airport als thuisbasis.

## Vloot
Aero Africa is in bezit van de volgende vliegtuigen:
- 1 Boeing 727-100
- 1 Boeing 737-200 (die ook wordt gebruikt door Toumaï Air Tchad)
- 2 Douglas DC-10